# Radio-Activity
Radio-Activity  (німецька назва: Radio-Aktivität) - п'ятий студійний альбом німецької групи Kraftwerk, випущений в жовтні 1975. Це перший повністю електронний альбом групи, який також є концептуальним альбомом організований навколо тем радіоактивності та радіокомунікації. Всі випуски альбому були двомовні, зі словами як англійською так і німецькою.

## Назва
Назва альбому демонструє типовий сухий гумор групи, і є каламбуром двох тем альбому половина якого про радіоактивність а інша половина про активності на радіо. Карл Бартос розповідав що під час турів по США ідею для назви дала колонка чартів у журналі Billboard, у якій найбільш популярні сингли перелічувались під заголовком "Radio Activity". Згідно з Вольфгангом Флюром ідея з'явилась в результаті численних радіоінтерв'ю Ральфа і Флоріана.

## Список треків
| Перша сторона | Перша сторона                      | Перша сторона                 | Перша сторона |
| #             | Назва                              | Автор                         | Тривалість    |
| ------------- | ---------------------------------- | ----------------------------- | ------------- |
| 1.            | «Geiger Counter» ("Geigerzähler")  | Ralf Hütter Florian Schneider | 1:07          |
| 2.            | «Radioactivity» ("Radioaktivität") | Hütter Schneider Emil Schult  | 6:42          |
| 3.            | «Radioland»                        | Hütter Schneider Schult       | 5:50          |
| 4.            | «Airwaves» ("Ätherwellen")         | Hütter Schneider Schult       | 4:40          |
| 5.            | «Intermission» ("Sendepause")      | Hütter Schneider              | 0:39          |
| 6.            | «News» ("Nachrichten")             | Hütter Schneider              | 1:17          |

| Друга сторона | Друга сторона                                    | Друга сторона           | Друга сторона |
| #             | Назва                                            | Автор                   | Тривалість    |
| ------------- | ------------------------------------------------ | ----------------------- | ------------- |
| 7.            | «The Voice of Energy» ("Die Stimme der Energie") | Hütter Schneider Schult | 0:55          |
| 8.            | «Antenna» ("Antenne")                            | Hütter Schneider Schult | 3:43          |
| 9.            | «Radio Stars» ("Radio Sterne")                   | Hütter Schneider Schult | 3:35          |
| 10.           | «Uranium» ("Uran")                               | Hütter Schneider Schult | 1:26          |
| 11.           | «Transistor»                                     | Hütter Schneider        | 2:15          |
| 12.           | «Ohm Sweet Ohm»                                  | Hütter Schneider        | 5:39          |

## Чарти

### Тижневі чарти
| Чарт (1976)                             | Найвища позиція |
| --------------------------------------- | --------------- |
| Австралія (Kent Music Report)           | 94              |
| Австрія Austrian Albums (Ö3 Austria)    | 4               |
| Канада (RPM)                            | 59              |
| Франція (SNEP)                          | 1               |
| Німеччина German Albums (Media Control) | 22              |
| США Billboard 200                       | 140             |